# Antonio de Romrée y Paulin
Antonio de Romrée y Paulin (8 de novembre de 1846 - Madrid, 19 de desembre de 1894) fou un polític i aristòcrata espanyol, marquès consort de Roncali i diputat a les Corts Espanyoles durant la restauració borbònica.

## Biografia
Era membre d'una família aristocràtica i terratinent de l'Horta de València; el seu pare, Antonio de Romrée y Cebrián, era un comte austríac i la seva mare era la marquesa de Ripalda. Esdevingué marquès el 1877 per matrimoni amb Cristina Rocali i Gaviria, filla de Joaquín Roncali y Ceruti, antic ministre i senador el 1863. Durant la restauració borbònica fou membre del Partit Conservador, amb el que fou elegit diputat pel districte de Torrent a les eleccions generals espanyoles de 1879 i 1884.